# Szép Magyar Könyv verseny
A Szép Magyar Könyv verseny a Magyar Könyvkiadók és Könyvterjesztők Egyesülése (MKKE) által évről évre meghirdetett verseny a könyvesbolti forgalomba kerülő és magyarországi, illetve a határon túli magyar nyomdákban kiállított könyveket terjesztő kiadók számára.

## Története
A versenyt először a Magyar Bibliophil Társaság szervezte meg 1929-ben. A pályázatra benevezett könyvek közül a legszebb ötvenet kiállították, és ezek közül választotta meg a Társaság tagjaiból álló zsűri az öt díjazott munkát. 1941 – 1946 között nem rendeztek versenyt 1947-ben melyben újra majd a Magyar Bibliophil Társaság 1948-as feloszlásával a versenyt jó ideig nem rendezték meg.
Az 1952-ben újjászervezett A verseny egyértelmű célja a könyvipar államosítása és a tömegtermelés következtében kialakult színvonalvesztés megtörése volt. Kezdetben követve a korábbi koncepciót 1956-tól már 4 kategóriában, később ez kibővült 9-re, de volt olyan év is, hogy 11 kategóriában is osztottak díjakat.

## A Szép Magyar Könyv verseny legfontosabb kategóriái
1. Gyermekkönyvek
2. Tankönyvek (általános és középiskolaiak, valamint segédkönyveik)
3. Ismeretterjesztő kiadványok
4. Tudományos művek, szakkönyvek, felsőoktatási kiadványok
5. Szépirodalmi és ifjúsági könyvek
6. Művészeti könyvek és albumok
7. Bibliofil és speciális kiadványok
8. Fakszimile, reprint és adaptált kiadványok
9. Év illusztrátora

## Díjazottak
A Szép Magyar Könyv verseny díjainak kiosztása hagyományosan a könyvnap, 1952 óta pedig az ünnepi könyvhét keretein belül történik. A könyvverseny kétségkívül a könyvhét legrangosabb eseményének számít, amely alkalommal a kiadók több kategóriában mérhetik össze az általuk terjesztett könyveket.

### 1929
- Török  Sophie:  Asszony a karosszékben, (A Nyugat kiadása)
- Szitnyai  Zoltán:  Az  ég  – A  tó, (Amicus kiadó)
- Kazinczy  Ferenc: Pesth, (Fővárosi kiadó)
- Pósa  Lajos:  Arany  ABC, (Singer & Wolfner Rt.)
- Svéd  novellák  sorozata. (Kner nyomda)

### 1930
- Osvát Ernő: Az elégedetlenség könyvéből, (Kner nyomda)
- Bohuniczky Szefi: Nők, (Pápai Főiskolai nyomda)
- Szűz Szent Imre herceg legendája. (Dallos Hanna)

### 1931
- Buday György: Boldogasszony búcsúja
- Tormay Cecilia: Magyar legendarium, (Egyetemi Nyomda)
- Fitz József: A könyv története, (Grafikai Műintézet)
- Gulyás Pál: A könyvnyomtatás Magyarországon a XV. és XVI. században, (Országos Széchenyi Könyvtár)

### 1932
- Goethe: Az öreg Goethe (Kner nyomda)
- Lesznai Anna: Virágos szerelem (Hungária nyomda)

### 1933
- Dallos Hanna: Miatyánk, fametszetsorozat. (Kiadta: Sándor Géza)
- Arany János balladái, (Erdélyi Szépmíves Céh)
- Márai Sándor: A szegények iskolája. Székely-Kovács Olga könyvdíszeivel (Pantheon)

### 1934
- Babits Mihály: Amor Sanctus. Szent szeretet könyve (Magyar Szemle Társ.)
- Földessy Gyula: Tanulmányok és élmények az irodalomtörténet, esztétika és filozófia köréből (Gergely R. Könyvkeresk.)
- Molnár C. Tál harminc eredeti fametszete (Löbl Nyomda)
- Tamás István: Háry János újabb kalandjai (Cserépfalvi)
- Török Sophie: Örömre születtél (Nyugat)

### 1935
- Márai Sándor: Naptárcsere, (Hungária nyomda)
- Márai Sándor: Válás Budán (Révai Testv.)
- Ortutay Gyula: Székely népballadák, (Királyi Magyar Egyetemi Nyomda)
- Gy. Szabó Béla: Liber miserorum (Minerva)
- Jánosi JózsefS. J.: Mária (Pázmány Péter Irod. Társ)

### 1936
- A halál himnusza, (Hungária nyomda)
- Haggáda peszach estéje, (Kner nyomda)
- Dóczy Jenő: Dédácsi idill, (Révai Intézet)
- Elisabeth Barrett Browning: Portugál szonettek, (Pantheon)
- Ortutay: Magyar parasztmesék, (Franklin Társulat Kiadó)

### 1937
- Ortutay — Buday: Bátorligeti mesék (Hungária Nyomda)
- Hanti János: Az úrfiú, aki a paradicsomban járt (Officina)
- Kassák Lajos: Anyám címére (Pantheon)
- Cserépfalvi és Dormándi László: Két jelentéktelen ember (Pantheon)

### 1938
- Bisztrai Farkas Ferenc: Adassék e levél. Régi és új magyar szerelmes levelek, 1528—1938, (Hungária nyomda)
- Radnóti Miklós: Meredek út, Cserépfalvi (Kner nyomda)
- Officina-képeskönyvek sorozata (Officina Nyomda)
- Tersánszky J. Jenő: A magyarok története (Cserépfalvi)

### 1939
- Szekfű Gyula: Mi a magyar? (Atheneum kiadó)
- Régi magyar játékkártyák (Hungária nyomda)

### 1940
- Fitz József: Gutenberg, (Hungária kiadó)
- A szegény Villon tíz balladája, (Singer & Wolfner Rt.)
- Kegyességre serkentő, szíveket vidámító, elmét mulattató históriák és mesés fabulák, (Kner nyomda)

### 1947
- Heltai Gáspár: A bölcs Esopusnak és másoknak fabulái és oktató beszédei (Kner nyomda)
- Sárközi György fordította Goethe, Faust (Hungária Nyomda);
- Második könyvünk (Hungária Nyomda),
- Szabados András: Varga Péter balladája (Világosság Nyomda)
- Palotai Borisz: Anyám (Független Nyomda)

### 1948
- Anatole France – Nyársforgató Jakab meséi, (Tevan Kiadó)

### 1953
- Barcsay Jenő: Művészeti Anatómia (Művelt Nép könyvkiadó)
- Petőfi Sándor: Petőfi Sándor összes költeményei I-II. (Szépirodalmi Kiadó)

Dícsérő oklevelet kaptak
- Bárány Nándor: Optika (Nehézipari Könyvkiadó – Franklin)
- Sopron és környéke műemlékei (Akadémiai Kiadó)
- Tildy – Vertse: „Kisbalaton” (Művelt Nép könyvkiadó)
- Puskin: Szultán cár (Ifjúsági Könyvkiadó)

### 1954
- Magyar Építészet (Építésügyi Kiadó)

I. kategória dicsérő oklevelet kaptak
- Ázsia művészete (Képzőművészeti Kiadó)
- Röntgenanatomische Grundlagen (Akadémiai Kiadó)
- Homoki-Nagy: Gyöngyvirágtól lombhullásig (Művelt Nép könyvkiadó)
- Terek és utcák művészete (Építésügyi Kiadó)
- Magyar népi díszítő művészet (Képzőművészeti Kiadó)
- Világirodalom klasszikusai' sorozat (Szépirodalmi Könyvkiadó)
- Petőfi, Ady, József Attila. Hét évszázad magyar versei (Szépirodalmi Könyvkiadó)

II. kategória dícsérő oklevelet kaptak
- Puskin: Jevgenyij Anyegin (Új Magyar Könyvkiadó)
- Arany János: Toldi (Ifjúsági Könyvkiadó)
- Petőfi Sándor: János vitéz (Ifjúsági Könyvkiadó)
- Méray: „Hotel de l’Ecu (Szikra Könyvkiadó)
- A kísérleti orvostudomány módszerei (Akadémiai Kiadó)
- II. osztályos Olvasókönyv (Tankönyvkiadó)
- I. osztályos Számtankönyv  (Tankönyvkiadó)

III. kategória dícsérő oklevelet kaptak
- Szutyejev : Két kis mese (Ifjúsági Könyvkiadó)
- Mikszáth: Jókai élete (Művelt Nép könyvkiadó)
- Mao Ce Tung válogatott művei IV. (Szikra Könyvkiadó)
- Liebknecht: Válogatott írások(Szikra Könyvkiadó)

### 1955
- A XIX. század festészete (Képzőművészeti Alap)
- Xylotomische Bestimmung der heute lebenden Gimnospermen (Akadémiai Kiadó)
- Vörösmarty Album (Magvető Kiadó)
- Zelk Zoltán: Tilinkó (Magvető Kiadó)
- Shakespeare összes drámai (Új Magyar Könyvkiadó)

Dícsérő oklevelet kaptak
- „A magyarköltészet gyöngyszemei“ c. sorozat. (Ifjúsági Könyvkiadó)
- Bóbita (Ifjúsági Könyvkiadó)
- Fekete István: Kele (Magvető Kiadó)
- Heltai Jenő mesejátékai (Szépirodalmi Könyvkiadó)
- Lukács György: Német realisták. (Szépirodalmi Könyvkiadó)
- Die Sigacunt-Schrift (Akadémiai Kiadó)
- Magyarországi festészet a XVIII. században (Akadémiai Kiadó)
- Mélyépítő művezetők kézikönyve (Műszaki Kiadó)
- A magyar falu építészete (Műszaki Kiadó)
- Rákosi: építjük a nép orsyágát (Szikra Kiadó)
- Erdő-mező virágai (Mezőgazdasági Kiadó)
- Kórháztervezés (Tankönyvkiadó)

### 1956
Szépirodalmi könyvek
- Bernáth Aurél: Így éltünk Pannóniában (Szépirodalmi Könyvkiadó)

Ifjúsági könyvek
- Zsukovszkij: Mese a szürke farkasról (Ifjúsági Könyvkiadó)
- Garay János: Az obsitos (Ifjúsági Könyvkiadó)

Tudományos és szakkönyvek
- Jakab Irén: Zeichnungen und Gemalde der Geisteskranken  (Akadémiai Kiadó)

Művészeti könyvek
- Hungarian Rhapsody (Képzőművészeti Alap Kiadó)

Dícséretet kaptak
- Rácz István: Kanteletár (Magvető Kiadó)
- Anatole France: A pingvinek szigete (Magvető Kiadó)

### 1957
Szépirodalmi könyvek
- Arany János balladái (Magyar Helikon)

Ifjúsági könyvek
- Charles Dickens: Twist Olivér (Móra Ferenc  Könyvkiadó)

Tudományos és szakkönyvek
- Korompai: Veszprém (Műszaki Könyvkiadó)

Művészeti könyvek
- Vayer: A rajzművészet mesterei  (Corvina és a Képzőművészeti Alap Kiadó)

Dícsérő oklevelet kaptak
- Thomas Mann: Elcserélt fejek (Magyar Helikon)
- Si King: Dalok könyve (Európa Könyvkiadó)
- Molnár ferenc: A kékszemű (Magvető  Könyvkiadó)
- Sós Endre: Aki az égtől elragadta a villámot (Móra Ferenc  Könyvkiadó)
- Major Máté: Geschichte der Architectur I. (Akadémiai Kiadó)

Különdíjat kapott
- Kaufmann: Haggadah (Akadémiai Kiadó)

### 2006
Gyermekkönyvek
- Jakob és Wilhelm Grimm: Az aranyhajú leány (General Press Kiadó)

Tudományos művek, szakkönyvek, felsőoktatási kiadványok
- Kozma Lajos modern épületei (Terc Szakkönyvkiadó)

Szépirodalmi és ifjúsági könyvek kategóriájában
- Parti Nagy Lajos: A fagyott kutya lába (Magvető Kiadó)

Művészeti könyvek és albumok kategóriájában
- Kiss Edit–Gulyás Judit: Harmonikus enteriőrök (Vince Kiadó)
- Lóránt Attila: Indiánok az Amazonas mentén és az Andokban (Sanoma Budapest Kiadó)
- Várallyay Réka: Komor Marcell és Jakab Dezső – Az építészet mesterei (Holnap Kiadó)

DÍCSÉRŐ OKLEVELET KAPTAK
Gyermekkönyvek kategóriájában'
- Miguel de Cervantes|: Don Quijote (Osiris Kiadó)
- Mosonyi Alíz: Illemtan gyerekeknek (Magvető Kiadó)
- Zelk Zoltán: Gólyavirág, gólyahír (Móra Ferenc Kiadó)

Tankönyvek kategóriájában
- Imrehné Sebestyén Margit: A képzelet világa 1.-2. (Apáczai Kiadó)

Ismeretterjesztő könyvek kategóriájában
- Csipes Antal: Divattükör (Osiris Kiadó)
- Jankovics Marcell: Csillagok közt fényességes csillag (Méry Ratio Kiadó)
- Normantas Paulius-Csepregi Márta: 14 testvér (Kossuth Kiadó)
- Az Akadémiai Kiadó Pszi-könyvek sorozata
- Izsó N. Sofia: Hermetikus lélektan (Vince Kiadó)
- Tamási Miklós-Ungváry Krisztián: Budapest 1945 (Corvina Kiadó)

Tudományos művek, szakkönyvek, felsőoktatási kiadványok kategóriájában
- Csontos Györgyi-Csontos János: Tizenkét kőműves (Terc Szakkönyvkiadó)
- Matolcsy András-Udvardy Miklós-Kopper László: Hematológiai betegségek atlasza (Medicina Könyvkiadó)

Szépirodalmi és ifjúsági könyvek kategóriájában
- Márai Sándor: A teljes napló 1945 (Helikon Kiadó)
- Helikon Klasszikusok Sorozat
- Sajó László: Szünetjelek az égből (Osiris Kiadó)

Művészeti könyvek és albumok kategóriájában:
- Az év természetfotói Magyarország, 2006 (Pécsi Direkt Kft. Alexandra Kiadója)
- E. Csorba Csilla: Máté Olga fotóművész 1878-1961 (Petőfi Irodalmi Múzeum-Helikon Kiadó)
- Jónás Tamás-Kassai Ferenc: Lírai Szám-La (Szombathely Megyei Jogú Város Önkormányzata)
- Séták a zsidónegyedben (Vince Kiadó)
- Rockenbauer Zoltán: Márffy életműkatalógus (Makláry Artworks)
- Szőnyi István: Kép – Megjegyzések a művészetről – (Borda Antikvárium)

Bibliofil és speciális kiadványok kategóriájában
- Monok István-Buda Attila: A magyar bibliofília képeskönyve (Korona Kiadó-Országos Széchényi Könyvtár)

Fakszimile, reprint és adaptált kiadványok kategóriájában
- A magyar forradalom 1956 Napló (Kieselbach Galéria)

KÜLÖNDÍJAK
Dr. Sólyom László köztársasági elnöki különdíja
- Normantas Paulius-Csepregi Márta: 14 testvér (Kossuth Kiadó)

Az Antall József Emlékdíj
- Rockenbauer Zoltán: Márffy életműkatalógus (Makláry Artworks)

Demszky Gábor főpolgármesteri különdíja
- Tamási Miklós-Ungváry Krisztián: Budapest 1945 (Corvina Kiadó)

A Nemzeti Kulturális Örökség Minisztériumának Alkotói Különdíja
- Illusztrációs díj: Gyulai Líviusz grafikusművésznek Miguel de Cervantes: Don Quijote című könyv (Osiris Kiadó) és az Udvariatlan szerelem című könyv (PRAE.HU Kiadó) illusztrálásáért
- Könyvborító, tipográfiai díj: Bárd Johanna tervező grafikusművésznek a Modernizmus, a Sándorfi és Reigl Judit című kötetek, valamint a Szépművészeti Múzeum című kiadvány borítójáért és tipográfiájáért

Tamás László Emlékdíj
- Kaszta Mónika könyvtervező E. Csorba Csilla: Máté Olga fotóművész 1878-1961 című könyvének borítójáért (Petőfi Irodalmi Múzeum-Helikon Kiadó)

A Művészeti és Szabadművelődési Alapítvány különdíja
- Zelk Zoltán: Gólyavirág, gólyahír (Móra Ferenc Kiadó)

A British American Tobacco Hungary Kft. különdíja
- Csontos Györgyi-Csontos János: Tizenkét kőműves (Terc Szakkönyvkiadó)

Közönségdíj
- Az év természetfotói Magyarország, 2006 című album (Pécsi Direkt Kft.- Alexandra Kiadó)

### 2007
Gyermekkönyv
- Szabó Magda: Bárány Boldizsár – Szabó Magda gyermekkönyvei sorozat

Tankönyvek
- Hargitai Katalin: Színes ábécéskönyv

Ismeretterjesztő könyvek
- Robert Longworth: Az óceán kincsei – A tenger gyümölcseinek színe-java

Tudományos művek, szakkönyvek, felsőoktatási kiadványok
- Tulassay Zsolt: A belgyógyászat alapjai 1-2.

Szépirodalmi és ifjúsági könyvek
- A Hangzó Helikon sorozat (Sebő-Nagy László, Lovasi András-Laczkfi János, Misztrál-Dsida Jenő, Sebestyén Márta-Magyar népköltészet, Palya Bea-Weöres Sándor Psyché)

Művészeti könyvek és albumok
- Batta András, Bor Ferenc, Fényi Tibor, Gellér Katalin, Gerle János, Kovács Orsolya, Raffay Endre, Armuth Miklós: A zeneakadémia épületének története

Bibliofil és speciális kiadványok
- Kass János: Szintézis

Fakszimile, reprint és adaptált kiadványok
- Szentek legendái

Közönségdíj
- Mészáros László: A történelmi Magyarország – Szent Istvántól Trianonig